# Šatovník černý
Šatovník černý (Drepanis funerea) je vyhynulý druh ptáka z čeledi pěnkavovití (Fringillidae) a rodu Drepanis. Náležel do skupiny havajských ptáků šatovníků.

## Biologie
Šatovník černý představoval endemitní druh havajského ostrova Molokai, fosilní nálezy nicméně naznačují i historickou existenci na ostrově Maui. Šatovník se pohyboval v podrostu a na nízkých stromech. Podle dobových pozorování létal pouze na krátké vzdálenosti a vyhýbal se stromovému baldachýnu. Na rozdíl od některých jiných šatovníků nelovil hmyz; jeho zvláštně tvarovaný zobák mu umožňoval pronikat do květů rostlin (jako jsou lobelky) a konzumovat nektar.
S délkou okolo 20 cm patřil mezi větší šatovníky, zbarvení měl na celém těle matně černé, až na matně bílé či světle šedé letky na křídlech. Výrazný byl extrémně dlouhý, dolů zahnutý zobák.

## Historie druhu
Mezinárodní svaz ochrany přírody (IUCN) hodnotí šatovníka černého jako vyhynulý taxon. IUCN za hlavní příčinu vyhynutí považuje ztrátu přirozeného prostředí následkem spásání přízemní vegetace introdukovanými kopytníky, stejně jako lov ze strany nepůvodních predátorů. Svůj vliv měly, zřejmě jako v případě ostatních šatovníků, i choroby přenášené komáry.
První známé exempláře šatovníka černého získal britský přírodovědec Robert Cyril Layton Perkins roku 1893. Druh popsal o rok později anglický ornitolog Alfred Newton, přičemž druhové jméno funerea mu navrhl sám Perkins, prý pro „pochmurné opeření ptáka a smutný osud, který tento druh pravděpodobně čeká“. Perkins se v tomto ohledu nemýlil. Ještě v květnu roku 1907 objevil americký zoolog William Alanson Bryan po náročné cestě několik ptáků, nicméně všechny další expedice se ukázaly býti bezvýsledné a šatovník již od této doby nebyl pozorován. Zprávy od Perkinse či Bryana také poskytly sporé informace o chování šatovníka černého ve volné přírodě.